# Masquerade (Wyclef Jean)
Masquerade è il terzo album in studio del rapper haitiano Wyclef Jean, pubblicato nel 2002.

## Tracce
1. Message to the Streets – 0:58
2. Peace God – 3:51
3. PJ's (feat. Governor & Prolific) – 3:59
4. 80 Bars – 4:30
5. Masquerade (feat. M.O.P., Bumpy Knuckles & Miri Ben-Ari) – 3:59
6. 1-800-Henchman – 0:11
7. You Say Keep It Gangsta (feat. Butch Cassidy & Sharissa) – 3:58
8. Party Like I Party – 3:46
9. Oh What a Night – 4:01
10. Hot 93.1 – 0:04
11. Pussycat (feat. Tom Jones) – 3:48
12. Midnight Lovers – 0:07
13. Two Wrongs (feat. Claudette Ortiz) – 3:49
14. Instant Request – 0:19
15. Thug Like Me – 4:44
16. Daddy – 3:30
17. Knockin' on Heaven's Door – 4:01
18. The Eulogy – 0:40
19. War No More – 3:59
20. The Mix Show – 4:06
21. MVP Kompa (feat. Melky) – 5:09
22. Ghetto Racine (PJ's Creole Mix) (feat. Ja Rah Rah) – 5:26